# Vùng chim đặc hữu
Vùng chim đặc hữu (tiếng Anh: Endemic Bird Area-EBA) là nơi có ít nhất hai loài chim có vùng phân bố hẹp (các loài có vùng phân bố sinh sản toàn cầu nhỏ hơn 50.000 km²) có vùng phân bố hoàn toàn chỉ giới hạn trong ranh giới của vùng đó.
Khi áp dụng cho các loài chim, thuật ngữ "đặc hữu" đề cập đến bất kỳ loài nào chỉ có ở một khu vực địa lý cụ thể. Không có giới hạn cho một khu vực, sẽ không sai nếu nói rằng tất cả các loài chim là đặc hữu của Trái Đất. Nhưng trong thực tế, khu vực lớn nhất mà thuật ngữ này được sử dụng phổ biến là một quốc gia (ví dụ như đặc hữu của Việt Nam) hoặc 
một vùng hay tiểu vùng địa lý học động vật (ví dụ như đặc hữu của Đông Nam Á).
Tại Việt Nam có 5 vùng chim đặc hữu.